# Катастрофа Martin M-130 в Калифорнии
Катастрофа Martin M-130 в Калифорнии — авиационная катастрофа, произошедшая в четверг 21 января 1943 года, когда пассажирская летающая лодка Martin M-130 компании Pan American Airways, заходя на посадку в Сан-Франциско, врезалась в гору в окрестностях города Юкайа (штат Калифорния), при этом погибли 19 человек.

## Экипаж
Экипаж самолёта состоял из четырёх пилотов, двух бортинженеров, двух бортрадистов и одного стюарда:
- Командир воздушного судна (КВС) — 36-летний Роберт М. Элзки (англ. Robert M. Elzcy). В 1929 году окончил университет Темпл по специальности «Авиационная техника» (англ. Aeronautical Engineering), а позже окончил курсы при военно-морской станции Пенсакола[англ.] (Калифорния), после чего налетал 200 часов учебных полётов, 350 часов на трёхмоторных летающих лодках в «бензиновой эскадрилье» и более 600 часов в должности инструктора. С 30 ноября 1936 года начал работать в авиакомпании Pan American Airways, где летал последовательно в Восточном, Южноамериканском, Атлантическом и Транстихоокеанском отделениях; за период работы в Транстихоокеанском отделении из Сан-Франциско в Гонолулу летал 5 раз, из Гонолулу в Сан-Франциско — 4 раза, в Окленд (Новая Зеландия) «туда — обратно» — 2 раза. Имел квалификацию пилота гражданских авиалиний, на многомоторные самолёты, гидросамолёты, а также второй класс бортрадиста. Его общий налёт на 14 января 1943 года составлял 4941 час, в том числе 3359 часов за период работы в Pan American[2].
- Второй пилот — 23-летний Орвэн К. Джадд (англ. Orvan K. Judd). Имел сертификат пилота одномоторных самолётов до 80 л. с. (59 кВт), квалификацию полётов по приборам и пилота-инструктора. Также прошёл пять курсов программы подготовки гражданских пилотов; на данных курсах изучались навигация, метеорология, устройство двигателей и самолётов, техническое обслуживание. Имел налёт около 240 часов, когда 3 ноября 1941 года устроился в Pan American Airways, где в должности второго пилота 21 раз летал из Сан-Франциско в Гонолулу и 20 раз — из Гонолулу в Сан-Франциско. Его налёт на 14 января 1943 года составлял 694 часа[2].
- Третий пилот (штурман) — 28-летний Джон Р. Мэйнард (англ. John R. Maynard). Имел диплом Вашингтонского университета об окончании курсов навигации в вечерней школе, а в летний период проходил в полётах учебную практику. 12 августа 1942 года устроился в Pan American Airways, а 21 декабря 1942 года получил должность третьего пилота штурмана; из Сан-Франциско в Гонолулу летал 5 раз, а из Гонолулу в Сан-Франциско — 4 раза[3].
- Четвёртый пилот — Джордж Ф. Аэбель (англ. George F. Aabel).
- Первый бортинженер — Лео А. Маккота (англ. Leo A. Mackota).
- Второй бортинженер — Джон Дж. Игэн (англ. John J. Egan).
- Первый бортрадист — Кларенс П. Томпсон (англ. Clarence P. Thompson).
- Второй бортрадист — Джордж В. Ангус (англ. George W. Angus).
- Стюард — Джон Г. Хилл (англ. John G. Hill).

## Самолёт
Martin M-130 с бортовым номером NC14715 (заводской — 557) и именем Philippine Clipper поступил в авиакомпанию Pan American Airways 14 ноября 1935 года, став вторым (из трёх) представителем M-130. Максимальный взлётный вес был определён в 52 203 фунта (23 700 кг). Имел четыре поршневых двигателя Pratt & Whitney R-1830-S2A5G, оснащённых трёхлопастными винтами фирмы Hamilton Standard. 8 декабря 1941 года Philippine Clipper был одним из трёх самолётов компании Pan American, находившихся в гавани острова Уэйк, когда напала японская авиация, при этом один из авиалайнеров оказался уничтожен, погибли девять сотрудников авиакомпании, но «Мартин» получил небольшие повреждения и довольно скоро был возвращён в строй.
На момент вылета из Аламиды общий налёт борта NC14714 составлял 14 628 часов 5 минут, в том числе 1980 часов 46 минут от последнего капитального ремонта; наработка двигателей от последнего капитального ремонта составляла 37 часов 23 минуты.

## Катастрофа
Philippine Clipper выполнял пассажирский рейс № 62100 (позывные — V-1104) из Гонолулу в Сан-Франциско и в 17:30 20 января PWT (00:30 21 января GMT) с 10 пассажирами и 9 членами экипажа на борту вылетел из гавани Перл-Харбор; время посадки в Сан-Франциско по плану было указано как 10:18 (17:18 GMT), при этом запас топлива был на 24,2 часа. Согласно полученному перед вылетом прогнозу погоды, в Сан-Франциско ожидались дожди, облачность высотой 1000 футов (300 м), ветер юго-западный 24 узла (12 м/с). Полёт проходил нормально, вплоть до 03:30 экипаж поддерживал связь с Гавайскими островами и североамериканским побережьем, а примерно в 05:35, связавшись с офисом авиакомпании на Трежер-Айленде, доложил, что благодаря попутному северо-западному ветру рассчитывает прибыть в Сан-Франциско в 06:35, то есть на три с половиной часа раньше расписания. В 06:16 снова была установлена связь с Трежер-Айлендом и в 06:18 доложено уточнённое время прибытия — 07:10.
Однако в то утро близ побережья на юге Орегона и севере Калифорнии стоял мощный циклон, от которого на юго-запад в океан простирался холодный фронт, а на юг вдоль побережья — тёплый. Этот циклон порождал мощные штормы, которые при этом достигали кульминации не в самом циклоне, а несколько южнее — в районе залива Сан-Франциско, из-за чего на различных высотах господствовали мощные юго-западные ветры с сильными порывами, а на высотах от 2000 до 3000 футов (600—900 м) наблюдалась турбулентность. Фактические метеоусловия к моменту подхода самолёта к побережью были гораздо опаснее, нежели в прогнозе, поэтому в 06:22 диспетчер Pan American сам вызвал рейс 1104:
| Трежер-Айленд | Погода — сильный дождь, ветер юго-западный силой 44—48 [узлов (23—25 м/с)], потолок [облачности] 900—1000 [футов (275—305 м)], видимость от 1 до 2 миль (1½—3 км), коллсмен 999 мбар. Мы считаем, что Сан-Диего — единственный вариант, если только вы не сможете продержаться до рассвета. Условия посадки не позволят выполнить приводнение до рассвета |
| Трежер-Айленд | Как вы относитесь к Сан-Диего? До рассвета здесь посадку совершать нельзя. |
| V-1104        | Роджер, благодарю вас. |
| Трежер-Айленд | Сообщите нам о вашем выборе побыстрее, как только определитесь. Приём. |
| V-1104        | Роджер, мы сообщим вам, как только решим. Приём. |
| V-1104        | Если мы продержимся до рассвета, какие будут условия посадки? Приём. |
| Трежер-Айленд | Погода в Норт-Бее: небольшой дождь, ветер юго-западный порывистый, потолок [облачности] 900—1000 [футов (275—305 м)], видимость 2 мили (3,2 км) — такая ожидается в 9:00 утра. |

Топлива на борту оставалось ещё на 11 часов, потому экипаж и решил подождать до рассвета, ведь даже после того, как рассветёт и можно будет разглядеть море, запас топлива позволил бы даже после этого нормально долететь до Сан-Диего. В 06:32 диспетчер передал экипажу координаты их местонахождения — 37°17′ с. ш. 123°29′ з. д., но прежде, чем экипаж успел подтвердить полученные данные, были переданы новые координаты — 37°18′ с. ш. 123°13′ з. д. (43 морские мили [80 км] западнее-юго-западнее Сан-Франциско), которые уже экипаж подтвердил. Затем с самолёта доложили о прохождении на высоте 5000 футов (1500 м) над Фараллоновыми островами и проходе близ передатчика радиостанции KPO.
В 07:15 с лайнера передали, что полёт был над сушей, но сейчас следуют на запад к морю.
| Трежер-Айленд | [Это] Пан Америкэн Трежер-Айленд, повторите, теперь вы взяли курс на запад? Вы следуете курсом на запад к морю, это верно? Приём. |
| V-1104        | Да, верно. |

Далее диспетчер запросил данные о высоте и условиях полёта, на что рейс 1104 ответил, что полётные условия очень плохие, и запросил изменить высоту до 7000 футов (2100 м); несмотря на плохие метеоусловия, связь тем не менее была на удовлетворительном уровне. Диспетчер подтвердил получение запроса, после чего позвонил в Оклендский центр управления воздушным движением, чтобы V-1104 теперь мог работать с Оклендом. Услышав примерно в 07:20 этот вызов, экипаж связался с Трежер-Айлендом: Мы пока не заинтересованы в установке на Окленд. Мы бы хотели это поменять. Пожалуйста, не могли бы вы договориться об этом? Приём. Это было последнее сообщение с борта NC14715, а когда в 07:26 диспетчер попытался вызвать его, ему уже не ответили. После многократных безуспешных вызовов, в 10 часов была объявлена чрезвычайная ситуация.
Были организованы масштабные поиски, к которым привлекли и гражданские самолёты, а вечером 30 января пилот У. М. Прайс (англ. W. M. Price) из Pan American сообщил о нахождении обломков в районе Клирлейка, после чего утром 31 января к обломкам добрались военно-морские поисковые отряды, отряд армии США и представители Pan American. Следуя сквозь сильный дождь, экипаж почти не мог наблюдать наземные ориентиры, а между тем северо-западные ветры, что были над океаном, уже сменились на сильные юго-западные, которые сносили самолёт на северо-восток, причём так как экипаж не знал об их силе, то он и не знал, насколько далеко их снесло к северу. На высоте 2500 футов (760 м) над уровнем моря «Мартин», следуя на север и вниз под углом около 10°, срезал верхушки деревьев на протяжении 75 футов (23 м), после чего врезался в горный хребет чуть ниже вершины, полностью разрушился и сгорел. Место катастрофы располагалось в точке 39°04′ с. ш. 123°17′ з. д. на удалении 7 миль (11 км) юго-юго-западнее Юкайи (округ Мендосино), примерно 90 миль (140 км) севернее Сан-Франциско и 22 мили (35 км) восточнее побережья. Все находившиеся на борту 19 человек погибли.

## Расследование
Расследованием катастрофы занимался Совет по гражданской авиации, для чего была сформирована комиссия, которую возглавил начальник отдела расследований Аллен П. Бурдон (англ. Allen P. Bourdon); 31 января 1943 года, на следующий день после обнаружения обломков, комиссия прибыла на место происшествия.
После отправления из Гонолулу «Мартин» попал под воздействие северо-западных ветров, которые увеличили его путевую скорость, а также сносили к югу, из-за чего экипаж был вынужден корректировать курс с небольшим отклонением к северу. Однако у Калифорнийского побережья ветры уже были юго-западными, которые сносили самолёт на северо-восток, причём это был сильный шторм, поэтому относительно тихоходную летающую лодку сносило значительно. Когда экипаж доложил, что следует на запад, это означало курс 270°, но велика вероятность, что экипаж после долгого перелёта через океан забыл о направлении ветра у суши и неправильно определил поправку на ветер, то есть отвернув к северу на курс около 288°, но с учётом штормового ветра направился фактически по курсу 350°, то есть практически на север. Это совпадает с показаниями свидетелей, согласно которым в области был мощный ливень, когда они смогли разглядеть сквозь него размытый силуэт четырёхмоторного самолёта с яркими навигационными огнями, который следовал на северо-северо-запад, а перед катастрофой — на северо-северо-восток, при этом на опасно малой высоте и словно спускался в долину. Непонятно только, почему пилоты начали снижение в гористой местности, да ещё не сообщив об этом диспетчеру, при этом никаких признаков технических отказов на борту найдено не было. Согласно показаниям других экипажей, погодные условия хоть и были очень суровыми, но обледенение не наблюдалось. Даже если бы командир был уверен, что летит над океаном, а не над горами, он всё равно не должен был снижаться до столь малой высоты.

## Причина
Комиссия от Совета по гражданской авиации пришла к мнению, что катастрофа произошла из-за ошибки командира экипажа в определении своего местонахождения перед снижением до опасно малой высоты в темноте и при плохих погодных условиях.
Для предотвращения подобных происшествий было рекомендовано установить на Фараллоновых островах радиомаяк, чтобы следующие в Сан-Франциско самолёты могли по нему ориентироваться, а в самой авиакомпании Pan American ввести специальные процедуры по выполнению полётов в районе залива при задержке с посадкой.

## Память
В память о катастрофе у музея авиации имени Хиллера в Сан-Карлосе (юго-восточнее Сан-Франциско) установлен камень с памятной доской, посвящённой трагедии Philippine Clipper. Ещё один памятник, представляющий собой камень с доской, установлен непосредственно на месте катастрофы.

### Комментарии
1. ↑  Здесь и далее по умолчанию указано Тихоокеанское военное время (PWT)